# 阿洛斯科尔通
阿洛斯科尔通（法語：Aloxe-Corton，法語發音：[alɔs kɔʁtɔ̃]）是法国科多尔省的一个市镇，位于该省东南部，属于博讷区。

## 地名
该地名“Aloxe-Corton”发音为[alɔs kɔʁtɔ̃]，字母“x”发音为/s/而非/ks/，《世界地名翻译大辞典》与《世界地名译名词典》将其误译作“阿洛克斯科尔通”。

## 地理
阿洛斯科尔通（47°3'56"N, 4°51'34"E）面积2.63 平方千米，位于法国勃艮第-弗朗什-孔泰大區科多尔省，该省份为法国中东部省份，北起奥布省，西接涅夫勒省和约讷省，南至索恩-卢瓦尔省，东南接汝拉省，东临上索恩省，东北部与上马恩省接壤。
与阿洛斯科尔通接壤的市镇（或旧市镇、城区）包括：佩尔南-韦热莱斯、绍雷莱博讷、萨维尼莱博讷、拉杜瓦-塞里尼。
阿洛斯科尔通的时区为UTC+01:00、UTC+02:00（夏令时）。

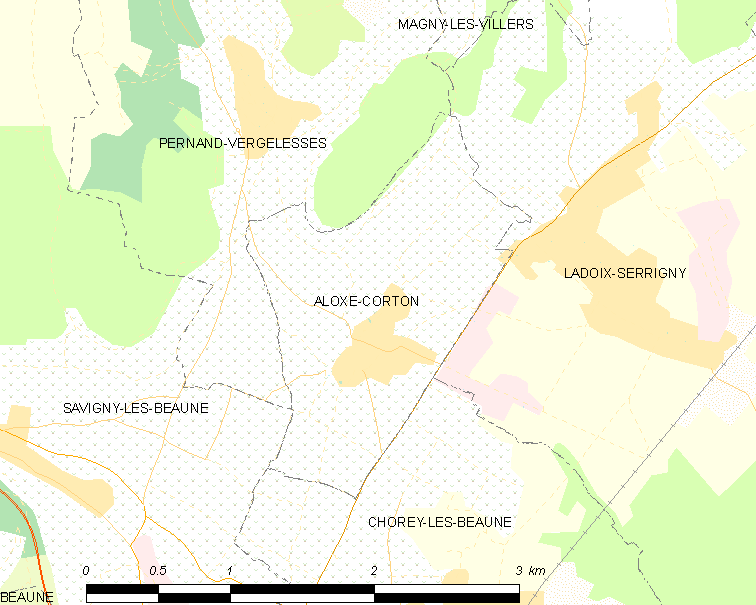
阿洛斯科尔通的OSM定位图

## 行政
阿洛斯科尔通的邮政编码为21420，INSEE市镇编码为21010。

## 政治
阿洛斯科尔通所属的省级选区为拉杜瓦-塞里尼县。

## 人口

1962-2008年间阿洛斯科尔通人口变化图示

阿洛斯科尔通于2022年1月1日时的人口数量为135人。